# Bonin-Rotrückenreiher
Der Bonin-Rotrückenreiher (Nycticorax caledonicus crassirostris), auch als Boninreiher bezeichnet, ist eine ausgestorbene Unterart des Rotrückenreihers (Nycticorax caledonicus). Er kam auf den Bonin-Inseln vor. Nicholas Aylward Vigors beschrieb diesen Vogel 1839 nach Berichten von Heinrich von Kittlitz und Kapitän Frederick William Beechey, die 1828 mit der HMS Blossom vor den Bonin-Inseln Halt machten.

## Merkmale
Der Bonin-Rotrückenreiher erreichte eine Größe von 61 Zentimetern. Der schwarze Oberkopf war durch zwei lange, weiße Schmuckfedern charakterisiert, die bis zum Rücken hinabreichten. Der Rücken war zimtbraun, die Unterseite war weiß. Füße und Beine waren orange. Der Schnabel war schwarz. Vom Rotrückenreiher unterschied er sich durch seinen dickeren und geraderen Schnabel.

## Vorkommen und Lebensraum
Die Verbreitung des Bonin-Rotrückenreihers war auf die Inseln Chichi-jima und Nakōdo-jima im Ogasawara-Archipel beschränkt. Sein Lebensraum waren Strände und Marschen, wo er in niedrigen Bäumen seine Nester errichtete.

## Nahrung
Seine Nahrung bestand aus Fischen, Insekten und vermutlich kleinen Schildkröten.

## Aussterben
Die Hauptgründe für sein Aussterben waren höchstwahrscheinlich die Nachstellung durch Ratten, Hunde und verwilderte Katzen sowie die Überjagung wegen der Schmuckfedern, die bei den Modisten im kaiserlichen Japan häufig verwendet wurden. Das letzte Exemplar wurde 1889 auf Nakōdo-jima gesammelt. Sechs Museumsexemplare sind bekannt, von denen sich je eines in London und Bremen sowie vier in Sankt Petersburg befinden.